# Nicanore (nome)
Nicanore  è un nome proprio di persona italiano maschile.

## Varianti
- Femminili: Nicanora

### Varianti in altre lingue
- Esperanto: Nikanoro
- Francese: Nicanor
- Greco antico: Νικανωρ (Nikanor)[2]
- Latino: Nicanor[1][2]
- Polacco: Nikanor
- Portoghese: Nicanor
- Russo: Никанор (Nikanor)
- Spagnolo: Nicanor
- Ungherese: Nikanór

## Origine e diffusione
Continua l'antico nome greco Νικανωρ (Nikanor), basato su νικη (nike, "vittoria", da cui anche i nomi Nike, Berenice, Niceforo, Niceta e vari altri); può quindi essere interpretato come "vincitore", "vittorioso". Altre fonti lo interpretano invece come un composto di νικη e ἀνήρ (anēr, "uomo"), quindi "vincitore di prodi" (nel qual caso sarebbe sostanzialmente una variante di Nicandro).
Il nome venne portato da diverse figure dell'antico impero macedone, e appare nella Bibbia, sia nell'Antico Testamento (dove è portato da un generale seleucide sconfitto da Giuda Maccabeo in 2Mac 15:25-30) sia nel Nuovo Testamento (dove Nicanore è uno dei sette diaconi ordinati dagli apostoli a Gerusalemme in At 6:1-5).

## Onomastico
L'onomastico ricorre il 28 luglio in memoria del già citato san Nicanore, diacono e martire.

## Persone
- Nicanore di Alessandria, grammatico greco antico
- Nicanore di Alessandria, vescovo ortodosso greco
- Nicanore di Stagira, ufficiale macedone
- Sevio Nicanore, grammatico romano

### Variante Nicanor
- Nicanor Duarte Frutos, politico paraguaiano
- Nicanor Parra, poeta cileno
- Nicanor Perlas, politico, attivista e ambientalista filippino
- Nicanor Sagarduy Gonzalo, calciatore spagnolo
- Nicanor Yñiguez, politico filippino
- Nicanor Zabaleta, arpista spagnolo

### Altre varianti
- Nikanor, monaco, teologo e filosofo russo

## Il nome nelle arti
- Padre Nicanor Reyna è un personaggio del romanzo di Gabriel García Márquez Cent'anni di solitudine.